# Northwest River
Northwest River är ett vattendrag i Kanada.   Det ligger i provinsen Newfoundland och Labrador, i den östra delen av landet, 1 700 km öster om huvudstaden Ottawa.
I omgivningarna runt Northwest River växer i huvudsak blandskog. Runt Northwest River är det mycket glesbefolkat, med 4 invånare per kvadratkilometer.